# Duck and cover
Ne doit pas être confondu avec Duck and Cover (film), duck ou cover.
 (décembre 2022).
Duck and cover (littéralement « esquive et protection » ou « plonger et se couvrir ») est une méthode de protection individuelle contre les effets d'une explosion atomique popularisée par un court métrage de propagande américain intitulé Duck and Cover, sorti en 1952.
Le conseil donné par les autorités est mensonger et sert uniquement à rassurer la population, un simple couvert ne protégeant pas des effets d'une explosion atomique. Toutefois, selon l'historien des sciences Alex Wellerstein, cette mesure de protection peut être efficace si l'explosion a lieu à une distance plus élevée.

## Culture populaire
L'expression est reprise dans des films et séries télévisées comme South Park. En 2023 sort un album de bande dessinée intitulé Duck & Cover, produit par Scott Snyder et Rafael Albuquerque, qui s'inspire de cette thématique et des « spots de prévention » diffusés par le gouvernement américain.